# 森田水絵
森田 水絵（もりた みずえ、1965年6月14日 -）は、日本の元AV女優・女優・歌手・タレント。
神奈川県茅ヶ崎市出身。トゥーリード所属。

## 略歴・人物
女子大生AV女優のはしりといわれる（駒沢大学法学部）。1985年度のミスキャンパスに選ばれている。
趣味:ピアノ、テニス

## 作品

### 映画
1986年
- ザ・サムライ（1986年2月15日公開、東映、監督:鈴木則文）セクシー麻矢役[3]
- 愛奴人形 い・か・せ・て（1986年6月14日公開、にっかつ、監督：望月六郎）姫川水絵役[4]
- 大奥十八景（1986年6月14日公開、東映、監督：鈴木則文）おらん役[5]
- はみ出しスクール水着（1986年7月12日公開、にっかつ、監督：滝田洋二郎）宗源寺蘭子役[6]

### ドラマ
1986年
- 痛快!OL通り（1986年10月10日-12月26日、TBS）
- な・ま・い・き盛り 第9話・第10話（1986年12月11日・18日、フジテレビ）

1987年
- パパはニュースキャスター 第3話・第8話・第9話・第12話（1987年1月23日・2月27日・3月6日・3月27日、TBS） しのぶ役
- 妻たちのマネーゲーム（1987年5月12日、日本テレビ・火曜サスペンス劇場）

1988年
- 君の瞳をタイホする! 第12話「サヨナラ渋谷の恋の物語」（1988年3月21日、フジテレビ）
- 風少女（1988年4月13日-6月29日、日本テレビ）
- OL三人旅 ナイル湯けむり殺人事件（1988年12月30日、フジテレビ）

1990年
- 赤かぶ検事奮戦記 おしゃべり地蔵殺人事件（1990年4月17日、テレビ朝日系・火曜ミステリー劇場）
- 松本清張スペシャル・危険な斜面（1990年10月16日、日本テレビ・火曜サスペンス劇場）

### アダルトビデオ
1985年
- 愛をこめてあなたへ（クリスタル映像／監督:村西とおる CA-2）[7] ＊イタリア・ロケ
- セクシー4／VOL.1　あのニャンニャンをもう一度（10月21日、アテナ映像／監督:代々木忠）他出演:山口美和、杉原光輪子、高崎慶子
- セクシー4／VOL.2　奥までムキムキ（11月21日、アテナ映像／監督:代々木忠）他出演:山口美和、杉原光輪子、高崎慶子
- セクシー4／VOL.3　おにゃん娘ゴッコ（12月21日、アテナ映像／監督:代々木忠）他出演:山口美和、杉原光輪子、高崎慶子

1986年
- セクシー4／VOL.4　いっしょに感じて（1月21日、アテナ映像／監督:代々木忠）他出演:山口美和、杉原光輪子、高崎慶子
- セクシー4／VOL.6　さわってマンゴ（7月25日、アテナ映像／監督:代々木忠）他出演:上村小夜子、石上ひさ子、山下咲 他
- セクシー4／VOL.8　コカンDEウィンク（10月25日、アテナ映像／監督:代々木忠）他出演:山下咲、上村千夜子、西原絵里香 他
- MAGAZINE VIDEO マドンナ第4号（12月23日、宇宙企画）他出演:麻生澪、葉山レイコ、沢村麻衣 他
- 素肌に口づけ（宇宙企画 FF-03）
- 愛奴人形 いかせて（にっかつビデオ NY-897）＊「愛奴人形 いかせて」のビデオ版

1987年
- EyE Godの伝説（5月21日、センチュリーレコード）＊LAKES（杉原光輪子森田水絵のセクシーユニット）名義
- セクシー4／AGAIN　森田水絵スペシャル（7月25日、アテナ映像／監督:代々木忠）

1988年
- ひとり遊び大好きの女達 PART.1（?、アテナ映像）他出演:沙羅樹、滝川真子、小倉千夜子 他

1990年
- 宇宙からの贈りもの 君は何人知っている? 39人の美少女登場!（1月18日、英知出版）他出演:小森愛、渡瀬ミク、伊藤さやか、葉山みどり、秋元ともみ、竹下ゆかり、松本まりな 他

2000年
- クリスタル15年史（7月28日、クリスタル映像）他出演: 白石ひとみ、朝岡実嶺、原田ひかり、卑弥呼、美里真理 他

2012年
- AV30記念 クリスタル映像 THE BEST 100人8時間SP（8月13日、アテナ映像／監督:代々木忠）他出演:早見瞳、橘ますみ、憂木瞳、卑弥呼 他

2016年
- アテナ映像35周年記念 代々木忠傑作選 第2弾 5時間（10月28日、アテナ映像／監督:代々木忠）＊「セクシー4／AGAIN　森田水絵スペシャル」ほかを収録

### シングル・レコード
- SUNSET HIGHWAY（JASRAC:096-7286-9／美光水LAKES） c/w MOONLIGHT DRIVING（JASRAC:081-8463-1／美光水LAKES）（1986年11月5日、センチュリーレコード 7BC0006）＊美光水LAKES名義（山口美和・杉原美輪子・森田水絵の三人で結成したグループ）
- SHALL WE DANCE(7インチEPレコード)（1987年6月21日、センチュリーレコード PRAC0004）＊LAKES（杉原光輪子・森田水絵のセクシーユニット）名義 ＊「EyE Godの伝説」挿入歌
  - 内容：A面-SHALL WE DANCE, B面-MOON NIGHT SONATA

## 出版

### 写真集
- 人恋しくて 美少女館シリーズ17（1985年9月15日、英知出版）撮影:前場輝夫
- ランジェリー写真集 私の下着 森田水絵・早見瞳 他（1985年11月25日、英知出版）
- 39人のガールフレンド ベッピン増刊 山口智子・秋元ともみ・麻生澪・渡瀬ミク・森田水絵 他（1986年1月10日、英知出版）撮影:前場輝夫 ほか
- マドンナメイト写真集 森田水絵（1986年2月10日、マドンナ社／二見書房）撮影:米本光穂
- SEXY3ファイナルヌード写真集 杉原光輪子・森田水絵・山口美和（1986年6月30日、ミリオン出版）撮影:山木隆夫
- ビデオギャルズスペシャル 森田水絵・秋元ともみ・中川絵里・木築沙絵子 他（1986年8月15日、三和出版）
- グリーンドア文庫写真集 森田水絵（1986年9月30日、エコーエンタープライズ）撮影:高岡シン
- 風に感じて 森田水絵・川島めぐみ・山口美和（1986年10月1日、勁文社）撮影:高岡シン
- セクシー・ギャルの撮り方 堀善郎写真集 秋元ともみ・早川愛美・中沢慶子・森田水絵 他（1987年3月15日、ピラミッド社）撮影:堀善郎
- ハードに挑戦 ロマンX PART2 ザ・現役女子大生・下半身フォーカス篇 森田水絵・黒沢ひとみ・麻生かおり・上杉久美 他（1987年7月10日、近代映画社）
- 妖精たち POINT VISUAL SERIES NO.1 横須賀昌美、秋元良子、青木琴美、森田水絵、南陽子（?、ポイント）撮影:村西とおる

### 雑誌
- ベッピン 1985年9月号（英知出版）
- ビデオギャルコレクション 1985年10月20日号（ミリオン出版）
- 大べっぴん 1985年10月号（英知出版）
- スコラ 1985年11月28日号（スコラ）
- アップル通信 1985年11月号、1986年2月号（三和出版）
- GALS MAP 1985年11月号（東京三世社）
- EIGA NO TOMO 1985年12月号、1986年7月号（近代映画社）
- MEDIA PRESS 1986年1月号（三和出版）
- ボディプレス 1986年1月号、8月号（白夜書房）
- マンスリーバイブ 1986年1月号（ミリオン出版）
- オレンジ通信 1986年1月号（東京三世社）
- OUR GIRLIE 1986年1月号（サンデー社）
- 平凡パンチ 1986年2月17日号（マガジンハウス）
- GORO 1986年3月27日号（小学館）
- ビデオボーイ 1986年4月号（英知出版）
- ザ BEST ギャル 1986年4月号（新和出版社）
- デラべっぴん 1986年4月号（英知出版）
- アクトレス 1986年4月号（リイド社）
- 写真集系雑誌 i-P 美少女満喫大図鑑 森田水絵・木築沙絵子・中沢慶子・梶原真理子 他（1986年6月2日、新和出版社）
- 週刊プレイボーイ 1986年6月17日号（集英社）
- ドリブ 1986年7月号（青人社）
- 週刊大衆 1986年8月4日号（双葉社）
- URECCO 1986年8月号（ミリオン出版）
- スーパー写真塾 1986年8月号（少年出版社）
- 100％ MAGAZINE 1986年9月号（エコー・エンタープライズ）
- 熱烈120% 1986年9月号（少年出版社）
- スコラ 1986年11月27日号（スコラ）＊美光水LAKES名義
- ベッピン 1986年11月号（英知出版）＊美光水LAKES名義
- GAL’S KISS SELECTION 1986年12月号（三和出版）
- 写真集系雑誌 ビデオ・エックス 100号記念特別増刊号 桜樹ルイ・藤本聖名子・あいだもも・森田水絵 他（1991年11月20日、笠倉出版社）
- お宝ガールズ 4（2001年2月1日、コアマガジン）